# Paraclius dorsalis
Paraclius dorsalis är en tvåvingeart som beskrevs av Becker 1922. Paraclius dorsalis ingår i släktet Paraclius och familjen styltflugor. Inga underarter finns listade i Catalogue of Life.